# Кочерга, Антон Алексеевич

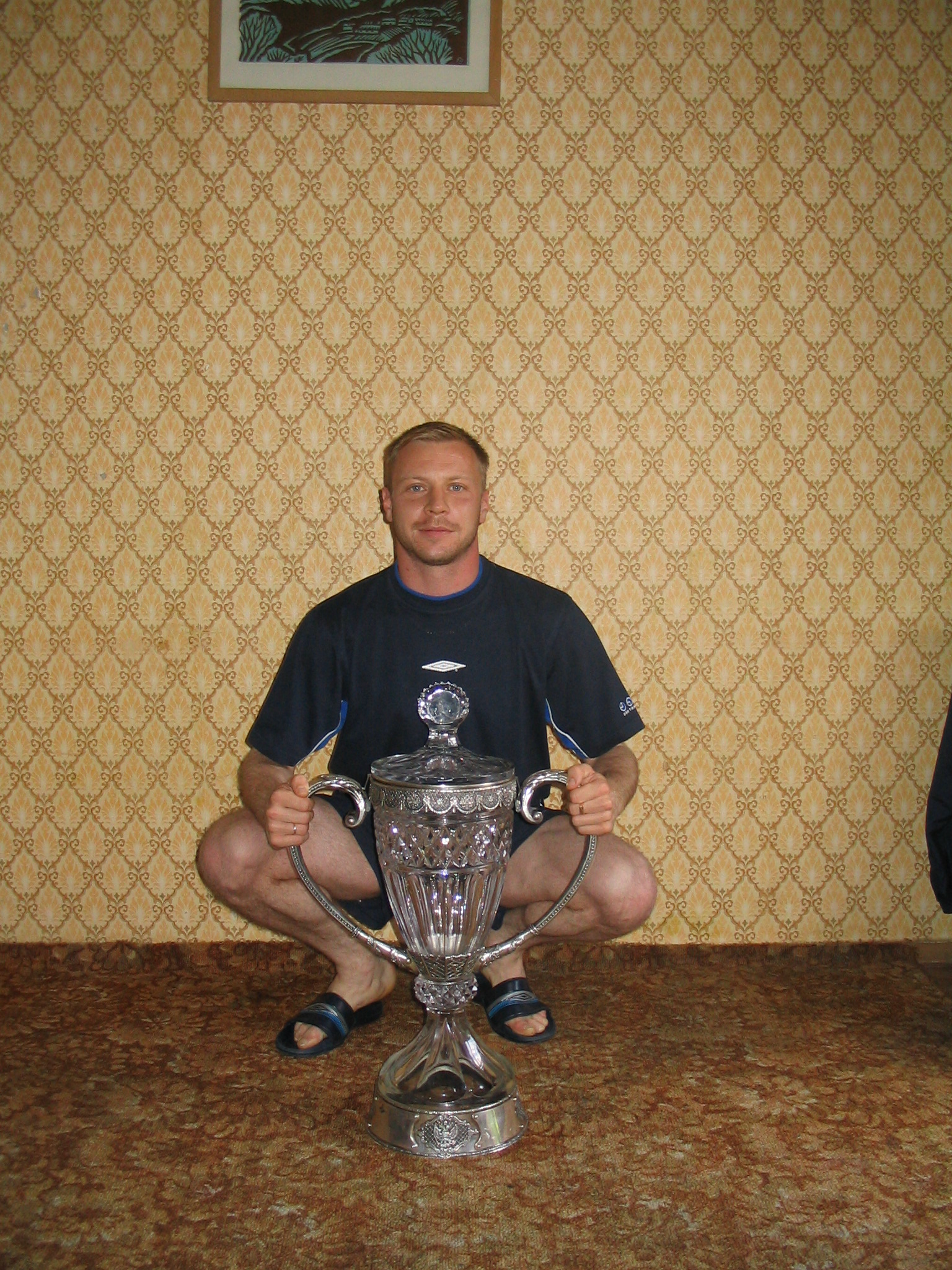
Кочерга Антон с трофеем

Антон Алексеевич Кочерга (21 июля, 1977 года, Ленинград, СССР) — российский футболист.

## Биография
Воспитанник ленинградской спортшколы «Светлана». Свою профессиональную карьеру начал в 17 лет в клубе «Химик» из города Коряжма. Затем Кочерга несколько лет неплохо выступал за петербургское «Динамо». Несколько лет футболист провел в Первом дивизионе. Там он играл за «Спартак-Орехово» и «Балтику».
В 2004 году перед началом сезона Антон Кочерга перешёл в грозненский «Терек». Однако по итогам первенства игрок ни разу не появился в составе команды. Единственный официальный матч Кочерги за клуб состоялся в победном для «Терека» розыгрыше Кубка России. 24 марта игрок провел 63 минуты в ответном поединке в рамках 1/8 финала против краснодарской «Кубани», который завершился со счетом 1:1.
В 2006 году россиянин перебрался в Литву. Там он заключил контракт с клубом А лиги «Атлантас» (Клайпеда). Всего в литовской элите игрок провел за команду шесть матчей, в которых он дважды отметился забитыми голами.
Завершал свою карьеру Антон Кочерга в любительских клубах Санкт-Петербурга.

## Достижения
- Обладатель Кубка России: 2003/2004[2].
- Победитель зоны «Запад» Второго дивизиона: 2002.